# Wolfert (Hellenthal)
Wolfert is een plaats in de Duitse gemeente Hellenthal, deelstaat Noordrijn-Westfalen, en telt 307 inwoners (2006).